# 튀니지의 행정 구역

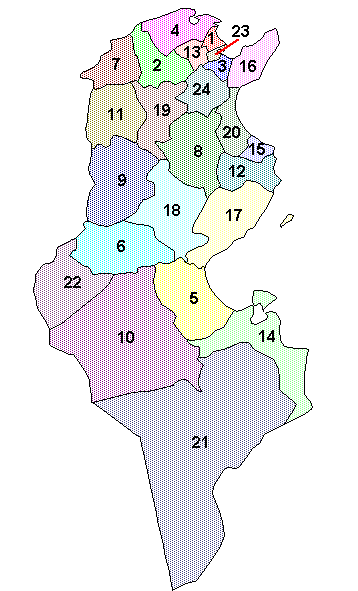
튀니지의 행정 구역

튀니지는 24개 주(아랍어: wilayat, 단수형 wilayah)로 구성되어 있으며 이들 주는 다시 264개 구로 나뉜다.
1. 아리아나주
2. 베자주
3. 벤아루스주
4. 비제르테주
5. 가베스주
6. 가프사주
7. 젠두바주
8. 카이르완주
9. 카세린주
10. 케빌리주
11. 케프주
12. 마디아주
13. 마누바주
14. 메드닌주
15. 모나스티르주
16. 나뵐주
17. 스팍스주
18. 시디부지드주
19. 실리아나주
20. 수스주
21. 타타우인주
22. 토죄르주
23. 튀니스주
24. 자구완주